# Centrul de Excelență în Horticultură și Tehnologii Agricole din Țaul
Centrul de Excelență în Horticultură și Tehnologii Agricole din Țaul  este o instituție de învățământ specializată în formarea specialiștilor în domeniul agriculturii. Centrul de Excelență dispune de un bloc de studii cu 4 nivele, ce include 12 cabinete și 17 laboratoare, bibliotecă cu o sală de lectură pentru 100 locuri, sală de activități pentru 240 locuri, sală pentru sport, un cămin cu 5 nivele pentru 420 locuri, care asigură condiții bune de trai și odihnă: încălzire autonomă, blocuri sanitare, apeduct, apă caldă, baie, bucătării la fiecare etaj, frigidere, săli de meditație, de recreație, televizoare de format larg, bufet, punct medical etc. Cantina de 320 locuri asigură alimentația elevilor.

## Istoric
- 1963 – în baza sovhozului din satul Țaul și a experienței pedagogice a cadrelor didactice transferate din satul Cucuruzeni, raionul Orhei, a fost creat Sovhozul-Tehnicum de agronomie „V.I. Lenin” din Țaul.
- 1977-1993 din cei 9312 absolvenți, formați în instituție, 242 de specialiști în agricultură au fost pregătiți pentru 20 de țări din Africa, America Latină și Asia.
- În 1991 Tehnicumul a fost reorganizat în Colegiul Agricol din Țaul, prin Hotărârea Guvernului Republicii Moldova nr.321 din 28 iunie 1991 „Cu privire la reorganizarea unor instituții de învățământ mediu de specialitate”.
- În 1999  Colegiul Agricol din Țaul a fost afiliat la Universitatea Agrară de Stat din Moldova, prin Hotărârea Guvernului Republicii Moldova nr. 1217 din 21.12.1998 și a ordinului Ministerului Agriculturii nr.19 din 01.02.1999.
- În 2004 a fost reorganizat în instituție de învățământ mediu de specialitate, în baza Hotărârii Guvernului Republicii Moldova nr.1551 din 23.12.2003 și a ordinului Ministerului Agriculturii și Industriei Alimentare nr. 52 din 16 martie 2004.
- În 2013 Instituția a marcat 50 ani de activitate, fiind numită de mai multe persoane importante „Sorbona din Zona de Nord” a Moldovei.[necesită citare]

## Catedre
În cadrul instituției activează următoarele catedre:
- Catedra “Discipline reale”
- Catedra “Discipline sociumaniste”
- Catedra “Discipline economice și contabilitate”
- Catedra “Discipline agricole”
- Catedra “Dirigenție și pedagogi sociali”
- Catedra “Discipline reale”
- Catedra “Discipline socioumaniste”
- Catedra “Discipline economice și contabilitate”
- Catedra “Discipline agricole”
- Catedra “Dirigenție se pedagogi sociali”

## Specialități
- Agronomie
- Horticultură și viticultură
- Silvicultură și grădini publice
- Contabilitate
- Informatică

## Absolvenți
- Dumitru Godoroja - viceministru al agriculturii și industriei alimentare al Republicii Moldova
- Boris Boincean - doctor habilitat, șef de secție în cadrul ICCC „Selecția”, mun. Bălți
- Vitalie Gorincioi - ex. Ministru, director general, Întreprinderea de stat cu capital străin „Limagrain” Moldova, SRL
- Dumitru Brînzilă - manager Proiectul „Limagrain” Moldova
- Valeriu Vozian - doctor în științe agricole, director al ICCC „Selecția”, mun. Bălți
- Valeriu Bulgari - ex Ministru, președinte al Proiectului creșterii producției agricole 2